# Trust (serial telewizyjny)
Trust – amerykański serial telewizyjny (dramat, kryminał antologia) wyprodukowany przez Cloud Eight Films,  Decibel Films,  Snicket Films Limited oraz  FX Productions, którego twórcą jest Simon Beaufoy. Serial jest emitowany od 25 marca 2018 przez FX, a w Polsce od 30 marca 2018 przez HBO.

## Fabuła

### Sezon 1
Serial opowiada prawdziwą historię porwania Johna Paula Getty’ego III we Włoszech w 1973 roku. Rodzina nie chciała zapłacić okupu, czego nie rozumieli porywacze.

## Obsada

### Główna
- Donald Sutherland jako J. Paul Getty[3]
- Hilary Swank jako Gail Getty[4]
- Harris Dickinson jako John Paul Getty III[5]
- Brendan Fraser jako James Fletcher Chace[6]
- Michael Esper jako John Paul Getty Jr.[7]

### Role drugoplanowe
- Veronica Echegui jako Luciana[7]
- Hannah New jako Victoria[8]
- Andrea Arcangeli jako Angelo
- Luca Marinelli jako Primo
- Silas Carson jako Khan
- Francesco Colella jako Leonardo
- Mauro Lamanna jako Dante
- Anna Chancellor jako Penelope Kittson
- David Agranov jako J. Ronald Getty
- David Bamber jako Bela Von Block

## Odcinki
| Sezon | Odcinki | Oryginalna emisja w FX | Oryginalna emisja w FX | Oryginalna emisja w HBO | Oryginalna emisja w HBO | Oryginalna emisja w HBO |
| Sezon | Odcinki | Premiera sezonu        | Finał sezonu           | Premiera sezonu         | Finał sezonu            |                         |
| ----- | ------- | ---------------------- | ---------------------- | ----------------------- | ----------------------- | ----------------------- |
| 1     | 10      | 25 marca 2018          | 27 maja 2018           | 30 marca 2018           | 1 czerwca 2018          |                         |

### Sezon 1 (2018)
| Nr | Tytuł                     | Reżyseria             | Scenariusz                                | Premiera FX      | Premiera HBO     |
| -- | ------------------------- | --------------------- | ----------------------------------------- | ---------------- | ---------------- |
| 1  | The House of Getty        | Danny Boyle           | Simon Beaufoy                             | 25 marca 2018    | 30 marca 2018    |
| 2  | Lone Star                 | Danny Boyle           | Brian Fillis, Simon Beaufoy               | 1 kwietnia 2018  | 6 kwietnia 2018  |
| 3  | La Dolce Vita             | Danny Boyle           | Simon Beaufoy                             | 8 kwietnia 2018  | 13 kwietnia 2018 |
| 4  | That's All Folks          | Dawn Shadforth        | Simon Beaufoy, John Jackson               | 15 kwietnia 2018 | 20 kwietnia 2018 |
| 5  | Silenzio                  | Dawn Shadforth        | Alice Nutter                              | 22 kwietnia 2018 | 27 kwietnia 2018 |
| 6  | John, Chapter 11          | Jonathan van Tulleken | Simon Beaufoy, Harriet Braun              | 29 kwietnia 2018 | 4 maja 2018      |
| 7  | Kodachrome                | Jonathan van Tulleken | Simon Beaufoy, Brian Fillis               | 6 maja 2018      | 11 maja 2018     |
| 8  | In the Name of the Father | Emanuele Crialese     | Simon Beaufoy, John Jackson, Alice Nutter | 13 maja 2018     | 18 maja 2018     |
| 9  | White Car in a Snowstorm  | Susanna White         | Alice Nutter                              | 20 maja 2018     | 25 maja 2018     |
| 10 | Consequences              | Susanna White         | Simon Beaufoy, Alice Nutter               | 27 maja 2018     | 1 czerwca 2018   |

## Produkcja
19 marca 2017 roku, stacja FX ogłosiła zamówienie pierwszego sezonu.
W kolejnym miesiącu, Donald Sutherland i Harris Dickinson dołączyli do obsady serialu.
W maju 2017 roku, poinformowano, że w rolę Gaily Getty wcieli się zdobywczyni Oscara, Hilary Swank
Na początku czerwca 2017 roku, ogłoszono, że do obsady dołączyli: Brendan Fraser jako James Fletcher Chace, Michael Esper jako John Paul Getty Jr. oraz  Veronica Echegui jako Luciana.
Pod koniec sierpnia 2017 roku, poinformowano, że w serialu zagra Hannah New.